# Пахучка крупноцветковая
Пахучка крупноцветковая (Clinopódium grandiflórum) — вид многолетних травянистых растений, рода Пахучка (Clinopodium) семейства Губоцветные (Lamiaceae). Ранее вид входил в состав рода Душевик (Calamintha), впоследствии включенный в состав рода Clinopodium, поэтому растение часто встречается под синонимичным названием душевик крупноцветковый. 
Русский ботаник Д. Г. Мельников в 2015 году выделил этот вид совместно с C. pamphylicum и C. tauricola в отдельный род Drymosiphon семейства Губоцветные (Lamiaceae), по итогу этого пересмотра вид получил латинское название Drymosíphon grandiflórus (L.) Melnikov, 2015.

## Ботаническое описание
Травянистый многолетник с ползучим корневищем и ветвистыми прямостоячими или приподнимающимися, несколько опушёнными и шероховатыми стеблями. Листья супротивные, черешчатые, яйцевидные до продолговато-яйцевидных, в основании округлые, самые верхние — более узкие, эллиптически-ланцетные, клиновидно суженные в основании. Край пластинки остропильчатый.
Цветки в пазухах листьев, собраны в ложные мутовки по 3—7. Прицветники реснитчатые, мелкие, линейно-шиловидные. Чашечка 10—12 мм длиной, зубцы её отогнутые, реснитчатые, верхние — яйцевидные, нижние — несколько длиннее верхних, шиловидные. Венчик розовой или пурпурной окраски, до 3 см длиной, двугубый. Верхняя губа венчика реснитчатая. Нижняя губа трёхлопастная, средняя лопасть несколько выемчатая.
Плод — ценобий, эремы тёмно-бурые до чёрных, почти округлые, с гладкой поверхностью, около 1,25 мм длиной.

## Распространение
Встречается в горных лесах на Кавказе, в Крыму, в Южной Европе и Малой Азии.

## Значение
Изредка культивируется в качестве декоративного и пищевого растения в Европе и Северной Америке. Используется в греческой народной медицине. В конце XVI века часто выращивалось в Германии в связи с лекарственными свойствами. Содержит в значительных количествах ментон и пулегон. В составе эфирного масла содержится гераниол, цитронеллол, линалоол.

## Таксономия
Первоначально шведский ботаник Карл Линней описал растение в 1753 году в Species plantarum как вид рода Мелисса (Melissa) под названием Melissa grandiflora. В 1794 Конрад Мёнх перенес вид в род Calamintha. В 1891 немецкий ботаник Отто Кунце отнес вид к роду Пахучка (Clinopodium).
в 2015 году Русский ботаник Д. Г. Мельников  выделил этот вид совместно с C. pamphylicum и C. tauricola в отдельный род Drymosiphon семейства Губоцветные (Lamiaceae), по итогу этого пересмотра вид получил латинское название Drymosíphon grandiflórus (L.) Melnikov, 2015.

### Синонимы
Согласно данным GBIF на март 2024 года в синонимику вида Clinopodium grandiflorum (L.) Kuntze  in: Revis. Gen. Pl. 2: 515 (1891) входят следующие наименования:

#### Гомотипныесинонимы
- ≡ Melissa grandiflora L., 1753basionym

#### Гетеротипныесинонимы
- = Acinos grandiflorus (L.) G.Don, 1830
- = Acinos grandiflorus (L.) G.Don ex Loudon, 1830
- = Calamintha grandiflora (L.) Moench, 1794
- = Calamintha grandiflora (L.) Scheele
- = Clinopodium grandiflorum (L.) Stace
- = Drymosiphon grandiflorus (L.) Melnikov, 2015
- = Faucibarba grandiflora (L.) Dulac, 1867
- = Satureja grandiflora (L.) Scheele, 1843
- = Thymus grandiflorus (L.) Scop., 1771